# 巴达米巴格
巴达米巴格（Badami Bagh），是印度查谟-克什米尔邦Srinagar县的一个城镇。总人口13477（2001年）。

## 人口
该地2001年总人口13477人，其中男性7094人，女性6383人；0—6岁人口826人，其中男494人，女332人；识字率70.96%，其中男性为78.67%，女性为62.38%。